# Roberto Sánchez Vilella
Roberto Sánchez Vilella (19 de febrero de 1912 - 24 de marzo de 1997) fue el segundo gobernador electo democráticamente en Puerto Rico. Sánchez Vilella se postuló con éxito para ese cargo en las elecciones de 1964 por el Partido Popular Democrático (PPD) después que Luis Muñoz Marín, entonces líder del partido, decidió no presentar su candidatura para la gobernación después de haberla desempeñado durante cuatro períodos.

## Educación
Sánchez concurrió a la escuela secundaria en Santurce y estudió en la Universidad Estatal de Ohio, donde obtuvo un grado en ingeniería en 1934. Luego fue profesor por un corto plazo en la Universidad de Puerto Rico.

## Gobernador

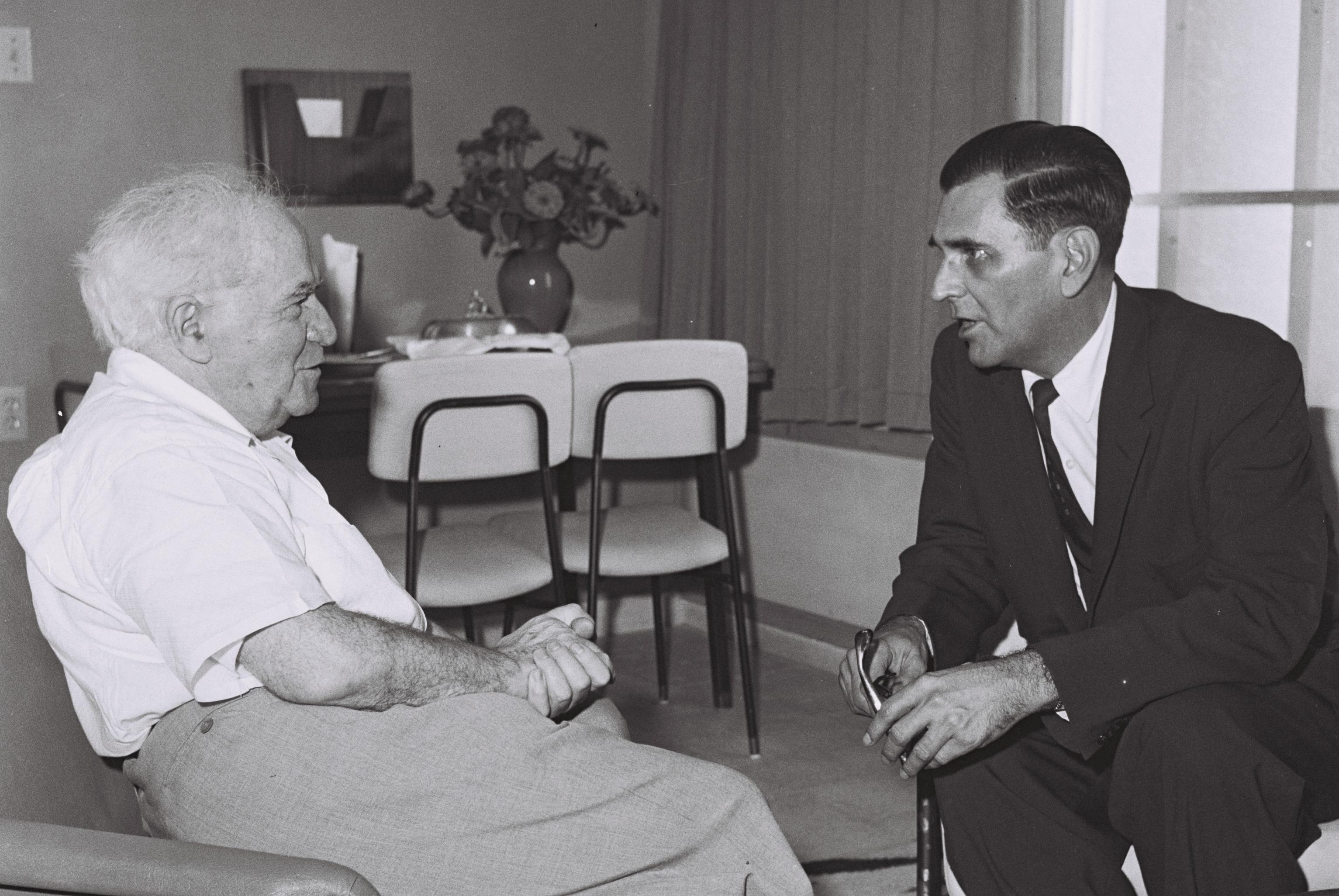
David Ben-Gurion con el Secretario de Estado de Puerto Rico, Roberto Sanches Vilella.

Después de una carrera larga y distinguida como dirigente en la ciudad de San Juan, Secretario de Obras Públicas y Secretario de Estado, Sánchez Vilella fue elegido por el entonces gobernador Luis Muñoz Marín como el candidato del PPD a sucederlo en 1964. Sánchez ganó la elección por un margen cómodo convirtiéndose en el segundo gobernador electo democráticamente en Puerto Rico.
Durante su mandato como gobernador, Sánchez se caracterizó por nombrar personas jóvenes para los diferentes puestos políticos. Se podría argumentar que Sánchez Vilella fue influenciado por el movimiento de juventud que había en Puerto Rico durante la década de los sesenta, donde nuevas caras dominaron los deportes, la televisión y la música. 
Sánchez Vilella estuvo casado por 40 años por primera vez con "Conchita" Dapena En 1966 se divorció de ella y se casó con una asesora de su administración, Jeannete Ramos, la hija del expresidente de la Cámara de Representantes, Ernesto Ramos Antonini. Era la primera vez que un gobernador en funciones se divorciaba para casarse por segunda vez.Este segundo matrimonio también terminó en divorcio.  Sus problemas maritales, que no habían desempeñado un papel público hasta el momento, fueron traídos al foco público en la campaña de elecciones de 1968.
Debido a sus ideas controversiales y a sus diferencias con el exgobernador Muñoz Marín, no se designó a Sánchez como candidato a gobernador por el Partido Popular para un nuevo período en las elecciones de 1968, se nominó a Luis Negrón López. Sánchez abandonó su partido y se unió a uno nuevo, el Partido del Pueblo, por el cual se postuló a gobernador. Esto provocó que los votantes del Partido Popular se dividieran e indirectamente contribuyó a que Luis A. Ferré y el Partido Nuevo Progresista ganaran las elecciones de 1968. 
Sánchez Vilella fue acusado de ser la causa de que por primera vez el PPD perdiera una elección. Su relación con Muñoz Marín se vio afectada pero a finales de la década de los setenta los dos amigos arreglaron sus diferencias.
En 1972, Sánchez hizo su tercer y último intento para ocupar un cargo electivo y obtuvo más de 100,000 votos en su contienda para ser un representante por acumulación, pero perdió cuando el Tribunal Supremo de Puerto Rico certificó la elección del Luis Ángel Torres, candidato del Partido Independentista Puertorriqueño(PIP) que obtuvo alrededor de 150 votos, basado en su interpretación de las reglas de la constitución de Puerto Rico con respecto a la elección de candidatos legislativos por acumulación.

## Retiro, muerte y legado
Después del fracaso de su candidatura en 1972, Sánchez Vilella tuvo una vida relativamente reservada, desempeñándose como profesor en la Universidad de Puerto Rico, Escuela de administración pública (que después de su muerte recibió su nombre) y como comentarista de radio. El renombrado escultor puertorriqueño  Tomas Batista creó un busto en su honor. 
En 1997, el gobernador Pedro Rosselló firmó una ley propuesta por el entonces senador Kenneth McClintock que convertía una carretera importante que se construyó por Sánchez Vilella entre Ponce y Mayagüez en el “Expreso Roberto Sánchez Vilella”, honrando no solo su servicio como gobernador, sino como Secretario de Obras Públicas. Se menciona que ha sido el único exgobernador en fallecer Pobre , habiendo acumulado muy pocas riquezas.
La herencia de Sánchez Vilella fue juzgada inicialmente en forma algo áspera por los historiadores, pero la opinión ha mejorado recientemente. Su mandato fue eclipsado por el legado de Muñoz Marín, su predecesor y la pérdida del PPD en las elecciones de 1968, por la cual todavía se le culpa.  Sin embargo, muchos comentaristas políticos han percibido que él lideró la Administración Pública más eficiente de todos los gobernadores nacidos en Puerto Rico y muchos admiran su franqueza e integridad política.
Mientras que la opinión de su herencia mejora, ahora lo están honrando con más frecuencia. El edificio público más grande de Puerto Rico {Centro Gubernamental Minillas)en Santurce, recibió su nombre y el presidente del Senado Kenneth McClintock colocó un busto de Sánchez Vilella en 2007 en el pasillo de los gobernadores del edificio del capitolio, corrigiendo la omisión de una década.
Su hijo Roberto Sánchez Ramos fue designado por la entonces Gobernadora Sila Calderón, como procurador general y su designación como Secretario de Justicia de Puerto Rico en 2005 por el gobernador Aníbal Acevedo Vilá fue confirmada por estrecho margen por una coalición de PPD y senadores disidentes del PNP en el Senado de Puerto Rico.	
Además, durante su administración, el Exgobernador Sánchez Vilella firmó una ley histórica, que dotaría a la isla de una universidad fuerte, robusta y líder en la educación superior en América Latina. Dicha ley fue la ley número 1 de Reforma Universitaria del 20 de enero de 1966.

## Honores
Una carretera nueva en Puerto Rico inaugurada el 31 de marzo de 2006, y conocida como la Ruta 66, recibió el nombre de Roberto Sánchez Vilella. También la Escuela de Administración Pública de la Universidad de Puerto Rico lleva su nombre. 
| Predecesor: Luis Muñoz Marín | Gobernador de Puerto Rico 1965-1969 | Sucesor: Luis A. Ferré |
| Predecesor: Nuevo Cargo      | Secretario de Estado 1952-1964      | Sucesor: Carlos Lastra |

- Datos: Q1250407